# Stanisław Grabski (1633–1693)

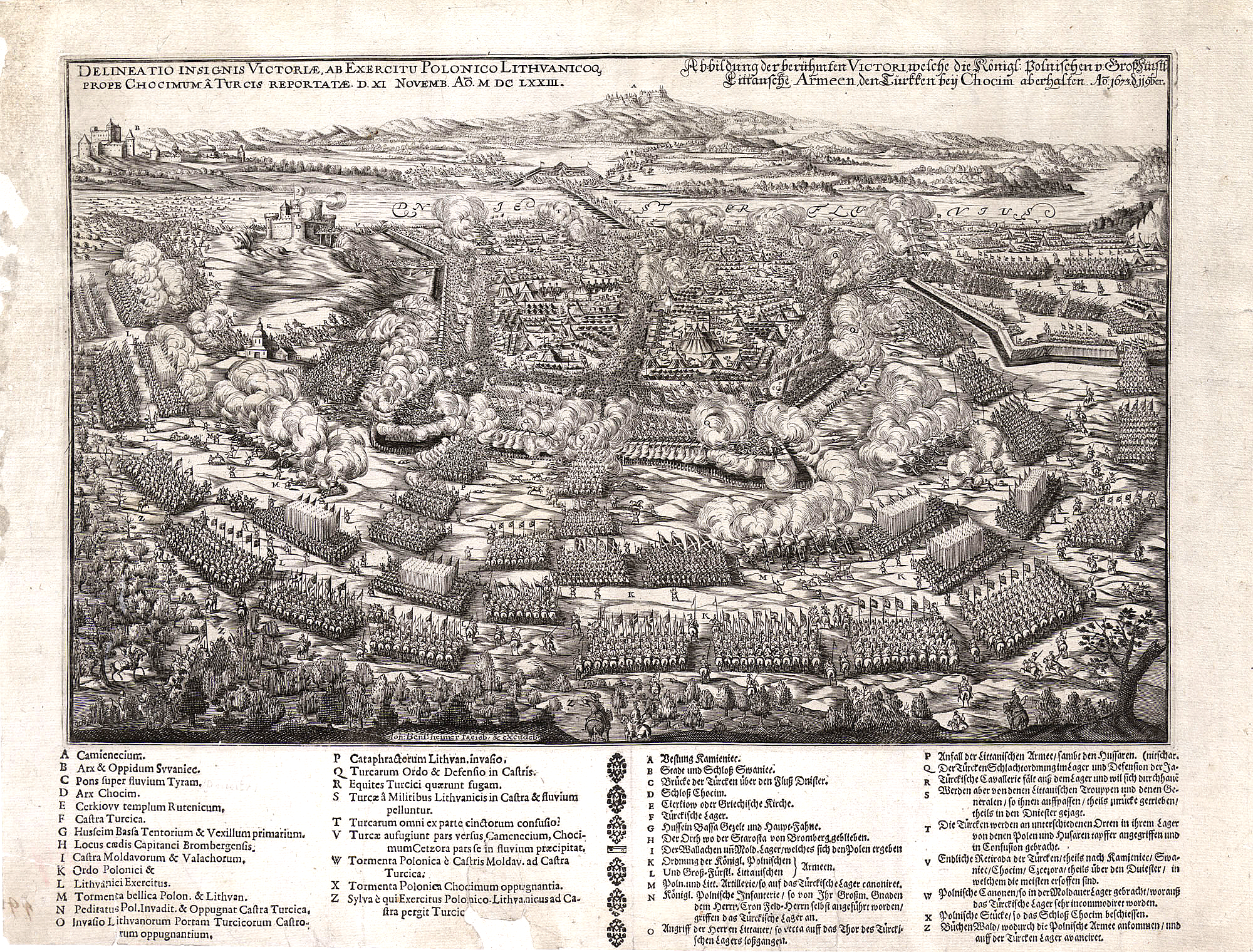
Bitwa pod Chocimiem, w której uczestniczył starosta kłecki.

Stanisław Grabski herbu Wczele (ur. 1633  – zm. 6 października 1693) – kasztelan rogoziński w latach 1678-1693, starosta kłecki, podczaszy poznański w 1677 roku, dowódca chorągwi przeciwko Turkom w bitwie pod Chocimiem, wielokrotny sędzia Trybunału Koronnego, senator.
Brał udział w wyprawach wojennych w Holsztynie, Danii, Litwie, Ukrainie przeciwko Szwedom, Kozakom i Tatarom. Kierował komisjami skarbowymi w Wielkopolsce. Zasłużony dla Kłecka. Jego żona, Dorota Grotówna wystawiła mu łacińskie epitafium w kaplicy Matki Boskiej w Kolegiacie św. Marii Magdaleny w Poznaniu.
Bohaterskiego starostę kłeckiego wspomina Kasper Niesiecki (1682-1744):

(...) kasztelan Rogoziński, wspominają go konstytucye 1685, był i starostą Kłeckim, mąż rycerski, czego dowody tak dla ojczyzny swojej, życie swoje nieraz na sztych stawiając, jak też w Danii i Holzacyi, a co największa, przy Bogu i wierze prawowiernej nieustraszony. Raz u stołu siedząc najwyższego podkomorzego Duńskiego, w dzień Sobotni, który on według swego zwyczaju, ostrymi suchotami obchodził na cześć Matki Boskiej, ktoś z dyssydentów urągając się rzekł: Nie godna Marya, żeby ją tak ciężkim postem czczono. Porwał się od stołu, i do szabli, gorliwy o honor Matki Boskiej Stanisław, i życie swoje i krew chcąc położyć przy jej czci nienadwerężonej.
Krewnym starosty kłeckiego był Jan Kazimierz Grabski h. Wczele, sędzia grodzki w Nakle, deputat na trybunał koronny w 1694 r., który wydał drukiem w Poznaniu Prawdy powszechne albo dowodne nauki Chrześcijańskiej Filozofji z Włoskiego i z łacińskiego przetłomaczone na Polskie.
Pochowany w bazylice Matki Bożej Nieustającej Pomocy, św. Marii Magdaleny i św. Stanisława Biskupa w Poznaniu.